# USS Stewart (DD-224)
USS Stewart (DD-224) là một tàu khu trục lớp Clemson được Hải quân Hoa Kỳ chế tạo vào cuối Chiến tranh Thế giới thứ nhất, và đã tiếp tục phục vụ trong Chiến tranh Thế giới thứ Hai cho đến khi bị đánh đắm tại Surabaya năm 1942. Được Hải quân Đế quốc Nhật Bản trục vớt, sửa chữa và sử dụng như Tàu tuần tra số 102, nó bị Hải quân Mỹ tái chiếm khi xung đột kết thúc năm 1945, đổi tên thành Tàu khu trục DD-224 rồi bị đánh chìm như một mục tiêu huấn luyện. Nó là chiếc tàu chiến thứ hai của Hải quân Hoa Kỳ được đặt tên theo Chuẩn đô đốc Charles Stewart (1778-1869).

## Thiết kế và chế tạo
Stewart được đặt lườn vào ngày 9 tháng 9 năm 1919 tại xưởng tàu của hãng William Cramp and Sons ở Philadelphia. Nó được hạ thủy vào ngày 4 tháng 3 năm 1920, được đỡ đầu bởi bà Margaretta Stewart Stevens, cháu đô đốc Stewart; và được đưa ra hoạt động vào ngày 15 tháng 9 năm 1920 dưới quyền chỉ huy của Hạm trưởng, Đại úy Hải quân S. G. Lamb.

## Lịch sử hoạt động

### Hải quân Hoa Kỳ

#### Giữa hai cuộc thế chiến
Sau một năm hoạt động tuần tra duyên hải cùng một hải đội dự bị, Stewart gia nhập Hải đội Khu trục trực thuộc Hạm đội Đại Tây Dương vào ngày 12 tháng 10 năm 1921. Nó tham gia các cuộc thực hành hạm đội tại vùng biển Caribe từ ngày 12 tháng 1 đến ngày 22 tháng 4 năm 1922; và sau khi được sửa chữa, nó khởi hành từ Newport, Rhode Island vào ngày 20 tháng 6, đi ngang qua Địa Trung Hải và Ấn Độ Dương đến Philippines để phục vụ cùng Hạm đội Á Châu. Nó đã không quay trở về Hoa Kỳ trong 23 năm tiếp theo sau.
Đi đến Yên Đài, Trung Quốc vào ngày 26 tháng 8, Stewart tham gia các hoạt động thường lệ của Hạm đội Á Châu, tiến hành các cuộc thực tập huấn luyện từ các căn cứ tại Yên Đài và Thanh Đảo trong mùa Hè và từ Manila, Philippines trong mùa Đông, ghé thăm các cảng Trung Quốc trên đường đi. Hoạt động thường lệ này bị phá vỡ từ ngày 6 đến ngày 21 tháng 9 năm 1923 cho một chuyến đi đến Yokosuka, Nhật Bản để cứu trợ những nạn nhân của trận động đất Kantō vốn đã phá hủy nặng nề thành phố này lẫn Tokyo vào ngày 30 và 31 tháng 8. Từ ngày 25 tháng 5 đến ngày 16 tháng 6, nó hỗ trợ như cột mốc dẫn đường, thoạt tiên là ở Nhật Bản và sau đó là tại Thượng Hải, cho chuyến bay tiên phong vòng quanh thế giới từ ngày 9 tháng 4 đến ngày 28 tháng 9 do Quân đoàn Không quân Hoa Kỳ (tiền thân của Không quân Hoa Kỳ ngày nay) thực hiện.
Từ năm 1924 đến năm 1928 đã xảy ra các cuộc bạo loạn chống người nước ngoài tại Thượng Hải và Quảng Châu. Stewart đã vận chuyển binh lính Thủy quân Lục chiến đến Thượng Hải vào tháng 1 năm 1925; và trong những năm tiếp theo đã thực hiện nhiều đợt tăng cường cho lực lượng pháo hạm tuần tra thường lệ trên sông Dương Tử và dọc theo bờ biển gần Quảng Đông. Nó đã có mặt tại Thượng Hải vào ngày 24 tháng 3 năm 1927, khi lực lượng Cộng sản Trung Quốc tấn công người nước ngoài tại Nam Kinh; và trong ba tháng rưỡi tiếp theo, chiếc tàu khu trục đã đặt căn cứ tại Vu Hồ, Nam Kinh và Thượng Hải để bảo vệ công dân và tàu bè Hoa Kỳ dọc theo sông Dương Tử. Nó cũng có mặt tại vùng bờ biển Trung Quốc khi Nhật Bản tung ra cuộc tấn công bằng không quân và hải quân xuống Thượng Hải vào cuối tháng 1 năm 1932, và đã bảo vệ cho kiều dân Mỹ tại Sán Đầu (từ ngày 1 đến ngày 3 tháng 2), Hạ Môn (từ ngày 9 đến ngày 24 tháng 2), và Thượng Hải (từ ngày 26 tháng 2 đến ngày 23 tháng 5).
Sau khi Chiến tranh Trung-Nhật phát triển thành cuộc xung đột toàn diện vào năm 1937, Stewart một lần nữa thường xuyên canh phòng tại các cảng Trung Quốc, tại Thanh Đảo và Thượng Hải, từ ngày 15 tháng 8 đến ngày 18 tháng 12 năm 1937, từ ngày 21 tháng 2 đến ngày 21 tháng 3 năm 1938, và từ ngày 3 tháng 6 đến ngày 4 tháng 9 năm 1939. Khi Chiến tranh Thế giới thứ hai nổ ra tại Châu Âu, nó được lệnh đi về phía Nam để tuần tra tại vùng biển Philippines, kéo dài cho đến khi nó đi đến Xưởng hải quân Cavite để đại tu vào ngày 5 tháng 4 năm 1940. Sau khi rời xưởng tàu vào ngày 1 tháng 6, Stewart hoạt động như tàu canh phòng cho các chuyến bay thủy phi cơ đi lại giữa Guam và Philippines, rồi thực hiện chuyến viếng thăm cuối cùng đến các cảng Trung Quốc tại Hoàng Hải từ ngày 7 tháng 7 đến ngày 23 tháng 9 năm 1940. Trong năm 1941, nó tiếp tục ở lại Philippines trong bối cảnh thế giới ngày càng xấu đi; và vào ngày 27 tháng 11, nó được lệnh cùng với hầu hết các hạm tàu nổi của Hạm đội Á Châu đi đến Đông Ấn thuộc Hà Lan.

#### Mở màn Thế Chiến II
Stewart đang có mặt tại Tarakan Roads, Borneo cùng các tàu chiến Hoa Kỳ và Hà Lan khác, khi nhận được tin tức về việc Hải quân Nhật Bản tấn công Trân Châu Cảng vào ngày 8 tháng 12. Trong những tuần cuối cùng của năm 1941, nó hộ tống các tàu bè phân tán từ Philippines đến Darwin, Australia. Vào ngày 9 tháng 1 năm 1942, nó cùng các tàu khu trục Barker, Parrot, Bulmer và Pope, cùng các tàu tuần dương Boise và Marblehead, khởi hành từ Darwin đi Surabaya hộ tống cho chiếc tàu vận tải Bloemfontein. Đây là một phần của Đoàn tàu vận tải Pensacola rời Brisbane ngày 30 tháng 12 năm 1941 cùng lực lượng Lục quân tăng cường, bao gồm Lữ đoàn Pháo dã chiến 26 và Tiểu đoàn 1 Lữ đoàn Pháo dã chiến 131, cùng hàng tiếp liệu cho chúng, để hướng đến Java.
Vào ngày 30 tháng 1, Stewart gia nhập với Marblehead, và cùng với nó khởi hành từ Bunda Roads vào ngày 4 tháng 2 để đánh chặn một lực lượng Nhật Bản ở lối vào phía Nam của eo biển Macassar. Tuy nhiên Marblehead bị hư hại nặng do không kích ngày hôm đó, và Stewart phải hộ tống cho Marblehead quay trở lại căn cứ của nó ở Tjilatjap, Java. Sau đó nó gia nhập lực lượng tấn công thuộc Bộ chỉ huy Mỹ-Anh-Hà Lan-Australia (ABDA) dưới quyền Đô đốc Karel Doorman vào ngày 14 tháng 2 cho một cuộc tấn công vào lực lượng Nhật Bản đang tiến quân dọc theo bờ biển phía Bắc của Sumatra. Trong lúc di chuyển, Stewart đã phải chạy lùi động cơ để tránh va chạm với một tàu khu trục Hà Lan trước mũi vốn bị mắc cạn do va vào một rạng san hô trong eo biển Stolze, và vào ngày hôm sau, 15 tháng 2, nó thoát được nhiều cuộc không kích trong eo biển Bangka. Cho dù không gây hư hại cho bất kỳ tàu Đồng Minh nào, việc không kích này đã khuất phục Đô đốc Doorman rằng mọi sự tiến quân tiếp theo mà không được không quân hỗ trợ sẽ rất liều lĩnh, và lực lượng Đồng Minh rút lui. Stewart được cho tách ra vào ngày 16 tháng 2 để tiếp nhiên liệu tại vịnh Ratai, Sumatra.
Lực lượng của Đô đốc Doorman bị phân tán khi quân Nhật đổ bộ lên Bali vào ngày 19 tháng 2, và ông đã tung các con tàu của mình chống trả đối phương theo ba nhóm trong đêm 19 và 20 tháng 2 trong trận chiến eo biển Badung. Stewart là chiếc dẫn đầu của nhóm thứ hai, và sau nhiều cuộc đụng độ đêm ngắn nhưng ác liệt, phải chịu đựng hỏa lực cực kỳ chính xác của các tàu khu trục Nhật. Những chiếc xuồng của nó bị bắn tung, dàn phóng ngư lôi và bếp tàu bị bắn trúng cũng như một quả đạn pháo trúng phía sau bên dưới mực nước làm bung các mối nối và ngập nước phòng động cơ bánh lái. Dù sao động cơ bánh lái vẫn hoạt động bên dưới 2 foot (61 cm) nước, và con tàu vẫn duy trì được vị trí trong đội hình và quay trở về Surabaya sáng hôm sau.
Là chiếc bị hư hại nặng nề nhất, Stewart là chiếc đầu tiên đi vào ụ tàu nổi tại Surabaya vào ngày 22 tháng 2. Tuy nhiên, nó không được chống đỡ đúng mức trong ụ tàu, nên khi ụ được cho nổi lên, con tàu bị rơi khỏi các khối chống đỡ lườn tàu, lật nghiêng khiến uốn cong trục chân vịt và hư hại thêm lườn tàu. Đang khi cảng chịu đựng sự không kích của đối phương và nằm trong nguy cơ rơi vào tay đối phương, con tàu không thể sửa chữa được. Trách nhiệm phá hủy con tàu được giao cho giới chức hải quân trên bờ, và những thủy thủ cuối cùng của Stewart rời cảng đang chiến đấu vào chiều ngày 22 tháng 2.
Các khối chất nổ được cài trong con tàu sau đó, và một quả bom Nhật ném trúng giữa tàu khiến nó hư hại thêm; và trước khi cảng được triệt thoái vào ngày 2 tháng 3, ụ tàu chứa nó bị đánh đắm. Tên nó được rút khỏi danh sách Đăng bạ Hải quân vào ngày 25 tháng 3 năm 1942 và sau đó được sử dụng cho một tàu khu trục hộ tống mới thuộc lớp Edsall, chiếc DE-238.

### Hải quân Đế quốc Nhật Bản

Tàu tuần tra số 102 vào ngày 12 tháng 3 năm 1945 tại Xưởng hải quân Kure

Sau đó trong chiến tranh, phi công Hoa Kỳ bắt đầu báo cáo về một tàu chiến Hoa Kỳ hoạt động sâu bên trong vùng biển đối phương. Con tàu có một ống khói nhập chung kiểu Nhật, nhưng những đường nét lườn tàu của một "tàu khu trục bốn ống khói" không thể nhầm lẫn được. Sau gần một năm chìm dưới nước, Stewart được quân Nhật trục vớt vào tháng 2 năm 1943 và nhập biên chế cùng Hải quân Đế quốc Nhật Bản vào ngày 20 tháng 9 năm 1943 như là Tàu tuần tra số 102. Nó được trang bị hai khẩu pháo 3-inch và hoạt động cùng Hạm đội Khu vực Tây Nam Nhật Bản trong vai trò hộ tống. Vào ngày 23 tháng 8 năm 1944, dưới quyền chỉ huy của Đại úy Hải quân Tomoyoshi Yoshima, nó phối hợp cùng tàu chống tàu ngầm CD-22 trong việc đánh chìm tàu ngầm Hoa Kỳ Harder bằng mìn sâu, khiến tổn thất nhân mạng toàn bộ thủ thủ đoàn Harder. Đến tháng 11 năm 1944, nó đi đến Kure để sửa chữa, nơi dàn hỏa lực phòng không được tăng cường và một cột ăn-ten ba chân nhẹ phía trước. Nó dự định quay trở lại khu vực Tây Nam Thái Bình Dương, nhưng việc Đồng Minh tái chiếm Philippines đã chặn mất đường đi. Vào ngày 28 tháng 4 năm 1945, vẫn thuộc quyền Hạm đội Khu vực Tây Nam, nó trúng bom và bị hư hại tại Mokpo, Triều Tiên. Nó được chuyển thuộc dưới quyền Quân khu Hải quân Kure vào ngày 30 tháng 4, và vào tháng 8 năm 1945 bị lực lượng chiếm đóng Hoa Kỳ bắt gặp đang bỏ không tại vịnh Hiro gần Kure.

### Quay lại phục vụ cùng Hải quân Hoa Kỳ

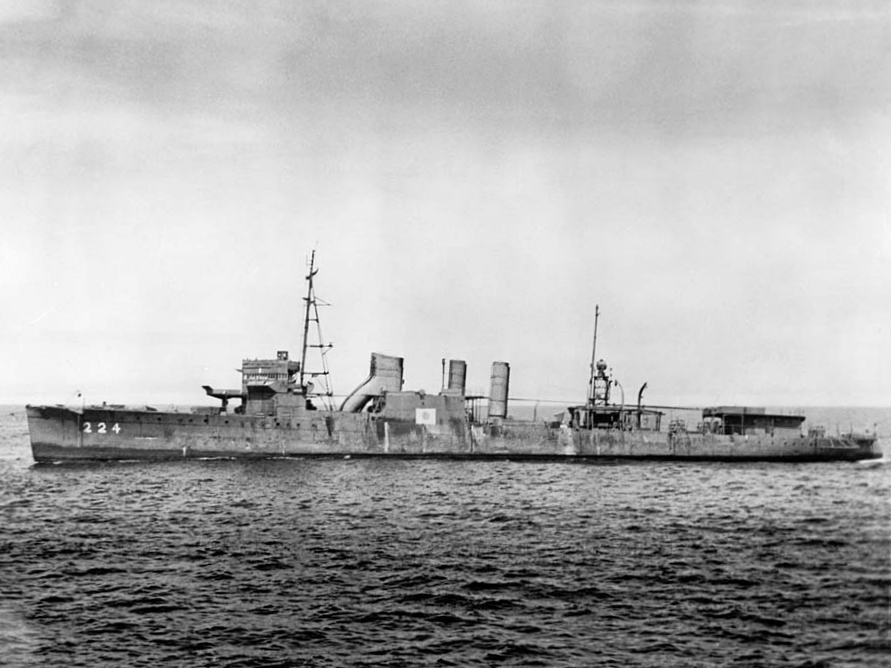
DD-224 sau khi tái chiếm trở lại từ Hải quân Nhật

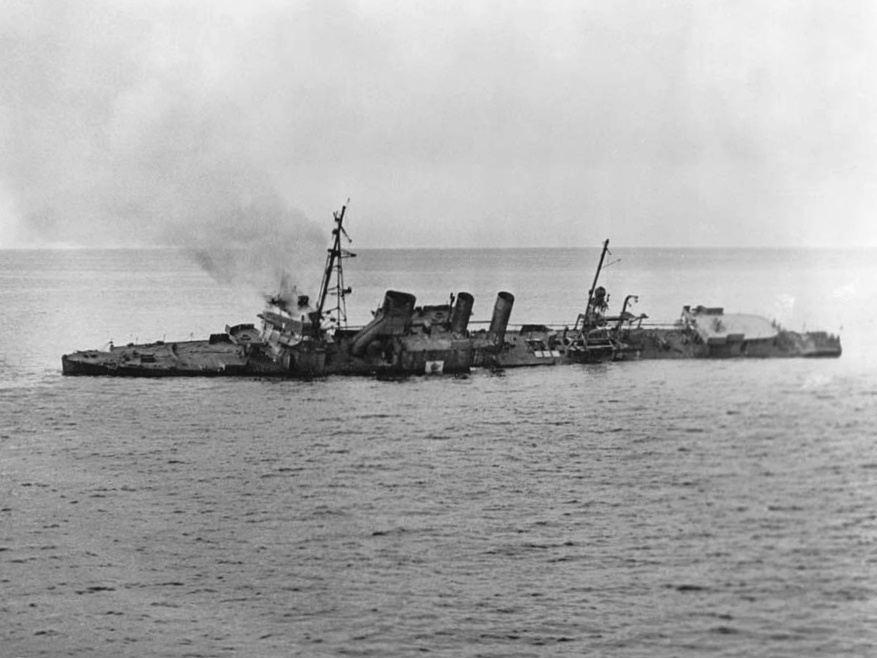
DD-224 đang đắm sau khi sử dụng như một tàu mục tiêu

Trong một buổi lễ tổ chức vào ngày 29 tháng 10 năm 1945, con tàu được nhập biên chế trở lại cùng Hải quân Hoa Kỳ tại Kure. Cho dù được chính thức gọi đơn giản là DD-224, nó được thủy thủ đoàn đặt tên lóng "RAMP-224", là viết tắt của "Recovered Allied Military Personnel" (quân nhân Đồng Minh được giải cứu). Trên đường quay trở về nhà, động cơ của nó bị hỏng gần Guam, và nó được kéo về đến San Francisco, California vào đầu tháng 3 năm 1946. DD-224 một lần nữa được rút khỏi danh sách Đăng bạ Hải quân vào ngày 17 tháng 4 năm 1946, ngừng hoạt động vào ngày 23 tháng 5 năm 1946 và bị đánh đắm một ngày sau đó ngoài khơi San Francisco, ở tọa độ 37°44′56″B 122°43′44″T / 37,749°B 122,729°T, như một mục tiêu để huấn luyện máy bay.

## Phần thưởng
Stewart được tặng thưởng hai Ngôi sao Chiến trận do thành tích phục vụ trong Chiến tranh Thế giới thứ hai.